# Alexandre Jamar
Alexandre Marie Auguste Jamar (6 de noviembre de 1821-15 de agosto de 1888) fue un hombre de negocios belga, político liberal y gobernador del Banco Nacional de Bélgica (NBB) desde 1882 hasta 1888. Fue ministro de Obras Públicas desde 1868 hasta 1870, durante el gobierno de Walthère Frère-Orban.

## Biografía
Nacido en Bruselas, Jamar comenzó su vida laboral a la edad de 17 años, cuando se hizo socio del negocio familiar de imprenta de su hermano. Más tarde, fue notario en el Banque de Belgique y tuvo un asiento en el primer consejo de administración del Caisse Générale d'Épargne et de Retraite y el Crédit Communal.
Jamar también fue censor en el NBB en 1865 y miembro del comité de descuento del NBB. En 1870 fue director del NBB y gobernador del Banco Nacional de Bélgica en 1882. Durante su tiempo en el cargo tuvo que lidiar con las consecuencias de una depresión económica. Además, tuvo que afrontar los problemas de la Unión Monetaria Latina, consecuencia del rechazo de Bélgica a firmar el nuevo tratado de 1885. Su experiencia en el negocio de la imprenta tuvo como resultado billetes de mejor calidad.
Jamar murió en Bruselas el 15 de agosto de 1888.